# Alessandro Pastrovicchio
Alessandro Pastrovicchio (Trieste, 10 settembre 1977) è un fumettista italiano.

## Biografia
Fratello minore di Lorenzo, è anch'egli un disegnatore appassionandosi al genere leggendo storie di maestri come Bottaro e Scarpa. Esordisce come disegnatore alla Disney Italia nel 1998, inizialmente come inchiostratore e, due anni dopo, come disegnatore collaborando a serie come Wizards of Mickey pubblicate su Topolino e a testate come PK e X-Mickey.
Per altri editori nel 2007 cura la parte grafica di un libro di Geronimo Stilton per Edizioni Piemme e, nel 2008, inizia la collaborazione con la Star Comics; dal 2011 disegna anche per Sergio Bonelli Editore partecipando alle serie Saguaro (sceneggiata da Bruno Enna), Morgan Lost e Dragonero.
Nell’autunno 2022 è protagonista su Topolino, omaggiando il film Viaggio nella Luna. Nel 2023 è ospite dell'undicesima edizione di Etna Comics, nonché autore della copertina variant per l'occasione di Topolino 3523; la sua presenza al festival etneo è confermata anche per i due anni successivi.